# ブリストル ボックスカイト
ブリストル ボックスカイト
- 用途：練習機
- 分類：複葉機
- 製造者：ブリティッシュ＆コロニアル（ブリストル飛行機）
- 運用者**イギリス陸軍航空隊
  - イギリス海軍航空隊
  - 南アフリカ陸軍
  - オーストラリア航空隊
- 初飛行：1910年7月29日
- 生産数：78機
- 運用開始：1911年

ブリストル ボックスカイト （Bristol Boxkite、箱凧の意）はブリティッシュ・アンド・コロニアル飛行機会社（後のブリストル飛行機）によって1910年に製作された複葉機。初期のアンリ・ファルマン複葉機の改良版である。

## 歴史

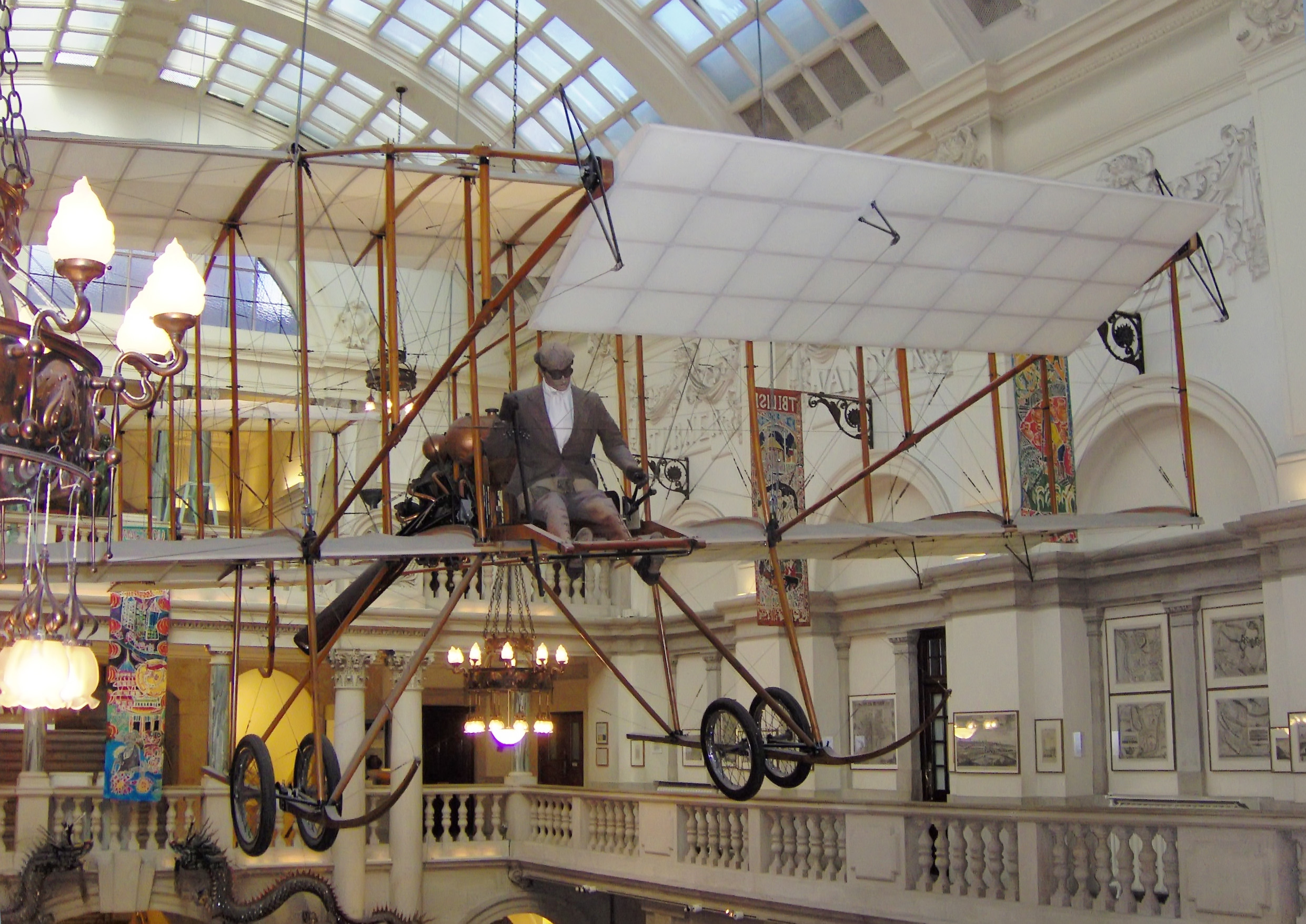
1963 年に製作されたボックスカイトのレプリカ（ブリストル市博物・美術館）

ボックスカイトは、ブリストル郊外のフィルトンに作られたイギリス最初の飛行機工場で、1910年に製作された。名前は「箱凧」だが、50馬力の「ル・ローヌ」ロータリーエンジン（1911年以降70馬力）で駆動される普通の複葉飛行機である。
ボックスカイトは1910年7月29日に初飛行し、ブリストル社が最初に生産に成功した飛行機となった。76機製作されたが、程なく第一次世界大戦が勃発したことによって、そのうち61機が軍用機仕様に改造された。このうちの4機は1911年に設置されたイギリス国防省が最初に発注した飛行機である。生産は流れ作業の設備が設けられたフィルトンの工場で行われた。
イギリスの航空のパイオニアの一人、ピジー飛行大尉（1883年4月1日 - 1915年6月11日）は、証明書（No.61）を、1911年2月14日にソールズベリー平原におけるブリストル ボックスカイトによる飛行で獲得した。そしてその年のデイリーメール・エアレースに参加した。
ボックスカイトはまた上下さかさまに着陸した最初の飛行機でもある。それはブルックスランドのソウレージ Sewerage 農場で起きた。操縦していたのはフレデリック・ウォーレン・メリアム飛行大尉で、そのシーンは1965年の映画「素晴らしきヒコーキ野郎」の冒頭に登場する。
現在、オリジナルのボックスカイトは残っておらず、映画「素晴らしきヒコーキ野郎」のために1963年に製作された飛行可能なレプリカが3機あるのみである。1機はオーストラリア、もう1機はブリストル市博物・美術館、最後の1機はベッドフォードシャーのシャトルワースコレクションに保管されている。

## 性能諸元
- 乗員： 2 名
- 全長： 38 ft 6 in （ 11.73 m ）
- 全幅： 46 ft 6 in （ 14.17 m ）
- 全高： 11 ft 0 in （ 3.61 m ）
- 主翼面積： 517.0 ft² （ 48.03 m² ）
- 空虚重量： 900 lb （ 408 kg ）
- 最大離陸重量： 1150 lb （ 522 kg ）
- エンジン： ノーム「ル・ローヌ」ロータリー・ピストン・エンジン 70hp ×1
- 最大速度： 40 mph （ 64 km/h ）
- 翼面荷重： 2.22 lb/ft² （ 10.9 kg/m² ）

## 使用国（軍用）
イギリス
 オーストラリア
 スペイン王国
 ブルガリア
 南アフリカ連邦
 ロシア

## 参照
1. ↑  http://news.bbc.co.uk/1/hi/magazine/3324579.stm